# The Ice Warriors
The Ice Warriors (Les Guerriers de Glace) est le trente-neuvième épisode de la première série de la série télévisée britannique de science-fiction Doctor Who, diffusé pour la première fois en six parties hebdomadaires du 11 novembre au 16 décembre 1967, il montre pour la première fois les "Guerriers des glaces" des ennemis récurrents du Docteur. Sur les six parties de cet épisode, deux sont manquantes.

## Accroche
Le TARDIS arrive sur la Terre du futur en proie à une nouvelle ère glaciaire, et les voyageurs trouvent le chemin vers une base scientifique où une créature à l'apparence d'un humain géant a été trouvé prisonnier des glaces. Ces étranges créatures se trouvent être des guerriers venus de Mars et prêts à tout pour retrouver leur planète.

## Casting
- Patrick Troughton — Le Docteur
- Frazer Hines — Jamie McCrimmon
- Deborah Watling  — Victoria Waterfield
- Peter Barkworth — Clent
- Peter Sallis — Penley
- Wendy Gifford — Miss Garrett
- Angus Lennie — Storr
- Peter Diamond — Davis
- George Waring — Arden
- Malcolm Taylor — Walters
- Roy Skelton — Voix de l'ordinateur
- Bernard Bresslaw — Varga
- Roger Jones — Zondal
- Sonny Caldinez — Turoc
- Michael Attwell — Isbur
- Tony Harwood — Rintan

## Résumé
L'épisode commence dans un futur lointain où une nouvelle ère glaciaire a eu lieu à la suite des pollutions terrestres. Sur une base glacée "Britannicus" les Terriens se servent d'une machine appelée l'ionisateur afin de faire fondre les icebergs qui pourraient menacer le continent. Deux scientifiques, Arden et Walters découvrent un homme casqué dans la glace et le prenant pour un guerrier viking, le ramènent à la base. Ils sont observés par deux "charognards" retirés de la civilisation, Storr le guerrier et Penley le scientifique, qui vivent dans une tundra non loin. Le Docteur, Jamie et Victoria atterrissent en catastrophe non loin de la base. Le Docteur réussit à se faire engager malgré le scepticisme de son commandant, le froid Clent, en donnant les résultats avant l'ordinateur. Ses résultats sont comparés à ceux de l'ordinateur, le Docteur ne s'est trompé que d'une seconde dans le temps qu'il avait calculé.
Examinant le corps découvert dans les glaces, le Docteur aperçoit un circuit électronique sous son casque et décide d'en avertir Clent. Réveillé par la chaleur, le guerrier des glaces assomme Jamie et questionne Victoria. Il se nomme Varga et fait partie d'un commando de martiens dont le vaisseau est resté prisonnier des glaces. Il compte réveiller son armée et prenant Victoria en otage, il l'emmène dans les cavernes de glaces où elle voit les hommes de Varga se réveiller un à un. Ils utilisent leurs armes soniques pour sortir leur vaisseau des glaces.
Jamie et Arden partent à la rescousse de Victoria, subissent les tirs des guerriers martiens. Jamie, laissé pour mort est réanimé par Storr et Penley. Au moment où le jeune homme cherche à se lever, il découvre que ses jambes ont été paralysées par les armes des guerriers. Victoria réussit à s'échapper et à envoyer un message au Docteur mais celui-ci est capté par les guerriers des glaces. Le Docteur décide de partir à la rescousse de Victoria avec une fiole de sulfure d'ammonium qui peut s'avérer létale pour les aliens.
Pendant ce temps, Victoria tente de sortir de la caverne des glaces. Elle est rattrapée par un des guerriers, Zondal. Pris dans une avalanche, Zondal meurt et Victoria reste bloquée. Elle est libérée par Storr mais celui-ci la ramène auprès des guerriers aliens en gage de sa bonne foi : il souhaite être à leurs côtés pour détruire l'ionisateur. Les guerriers le considèrent comme inutile et le suppriment.
De son côté, le Docteur parvient à examiner les jambes de Jamie : la paralysie ne sera que temporaire. Il parvient à s'introduire dans le vaisseau alien afin de leur expliquer que l'ionisateur n'est pas une arme et ne peut leur faire de mal. Le docteur et Victoria sont tenus sous surveillance mais ils parviennent à neutraliser leur garde et à modifier le canon sonique des aliens afin qu'il les blesse eux et non les humains.
Varga et ses sbires entrent dans la base et y menacent Clent et son assistante, Miss Garrett. Varga veut démonter le réacteur de la base afin de récupérer son mercure, nécessaire pour réalimenter le réacteur du vaisseau alien. Le Docteur parvient à les faire fuir de la base en utilisant les canons soniques et en élevant la température de la base, que les aliens ne supportent pas. Alors que les aliens sont en fuite, la seule façon de détruire le vaisseau alien serait d'utiliser l'ionisateur contre lui, au risque de détruire la base avec. Une telle action étant inenvisageable par l'ordinateur, qui ne peut envisager sa propre destruction, Penlay décide d'agir en désactivant l'ordinateur et en enclenchant l'ionisateur.
Le vaisseau alien explose sans dommage pour la base. L'activité dans la base revient à la normale et le Docteur s'enfuit discrètement avec Jamie et Victoria.

## Continuité
- En voyant de la neige, Jamie pousse le cri "encore !" en référence aux neiges du Tibet dans l'épisode précédent. De plus, le Docteur semble avoir gardé son manteau de fourrure.
- Les guerriers martiens réapparaissent plusieurs fois dans la série, « The Seeds of Death » (1969), « The Curse of Peladon » (1972), et « The Monster of Peladon » (1974). Dans la nouvelle série, le Docteur fait mention d'eux dans l'épisode « La Conquête de Mars » (2009). Dans l'épisode « Destruction mutuelle assurée » (2013), un guerrier martien nommé Grand Maréchal Skaldak apparaît.

## Production

### Scénarisation
Il s'agit du second épisode écrit par le scénariste Brian Hayles après « The Smugglers » plus d'un an auparavant. Les Daleks ayant disparu de la série pour des raisons de droits, (leur créateur, Terry Nation, travaillait à l'époque sur une série spin-off autour d'eux), il fallait retrouver de nouveaux ennemis au Docteur et le producteur Innes Lloyd et son successeur Peter Bryant, à l'époque "script editor" (sorte de responsable des scénarios), engagèrent Hayles pour qu'il trouve de nouveaux ennemis récurrents.
Brian Hayles était intrigué par la découverte de mammouths en parfait état emprisonnés dans la glace au début du siècle et, fasciné par Mars, il se mit à imaginer des extra-terrestres ayant pu se développer dans l'atmosphère de la planète rouge. Le script reçut durant l'été un bref appui de la part du scénariste Victor Pemberton lorsqu'il endossa brièvement le rôle de script editor.

### Pré-production
Si le scénario initial prévoyait les martiens comme étant des humanoïdes dont le casque ressemblait vaguement à celui des vikings (ce qui explique la confusion au cours de l'épisode...), le créateur des costumes Martin Baugh souhaitait faire des créatures bien plus reptiliennes. Il fut appuyé dans ce choix par Derek Martinus, alors engagé pour réaliser cet épisode. C'est aussi Martin Baugh qui fit les costumes très modernes et moulants portés par les femmes durant cet épisode en partant de l'idée que dans le futur, les vêtements seraient vaporisés directement sur le corps.

### Casting
- Michael Attwell jouera plus tard le rôle de Bates dans « Attack of the Cybermen. »
- Angus Lennie (Storr) reviendra dans la série en 1975 pour jouer Angus l'aubergiste dans « Terror of the Zygons. »

### Tournage
Les premières prises de vues de l'épisode eurent lieu le 25 septembre dans les studios d'Ealing sous la direction de Derek Martinus, réalisateur récurrent de la série depuis « Galaxy 4. » Celui-ci avait d'ailleurs envie d'arrêter après « The Evil of the Daleks » mais accepta pour cause de trou dans son emploi du temps.  Les scènes tournées impliquaient les prises de vues du glacier et les scènes en dehors de la base.
Durant le tournage, le plan d'un ours fut filmé afin de pouvoir servir de contrechamps lors d'une attaque.
Comme toujours, chaque partie fut tournée au studio BBC D de Lime Grove, les épisodes étant répétés toute la semaine avant d'être enregistrés d'un seul tenant dans la journée du samedi. Le tournage de la première partie débuta le 21 octobre et durant cet épisode, le costume de Bernard Bresslaw (Varga) est différent de celui porté durant le reste de l'épisode. De même le costume de Miss Garrett changera entre les parties 5 et 6 alors que celle-ci n'est pas censée avoir quitté la salle de contrôle. Lors du tournage de la seconde partie, un "trailer" spécial avec les personnages de Clent et de Penley fut tourné avec les acteurs Peter Barkworth et Peter Sallis. Ce trailer fut diffusé le 4 novembre à la fin de la dernière partie de  « The Abominable Snowmen » afin de d'introduire le nouvel arc narratif.
Le 25 novembre lors du tournage de la dernière partie, Deborah Watling n'étant pas disponible durant la totalité de la journée, son personnage retourne dans le TARDIS au lieu d'assister à la séquence finale dans la base. Jamie prononce quelques-unes des lignes qu'elle était censée prononcer.

## Diffusion et Réception
| Épisode | Date de diffusion | Durée | Téléspectateurs en millions | Archives                                |
| --- | ----------------- | ----- | --------------------------- | --------------------------------------- |
| Épisode 1 | 11 novembre 1967  | 24:21 | 6,7                         | Film 16 mm                              |
| Épisode 2 | 18 novembre 1967  | 24:16 | 7,1                         | Bande audio et quelques extraits vidéos |
| Épisode 3 | 25 novembre 1967  | 23:58 | 7,4                         | Bande audio et quelques extraits vidéos |
| Épisode 4 | 2 décembre 1967   | 24:23 | 7,3                         | Film 16 mm                              |
| Épisode 5 | 9 décembre 1967   | 24:25 | 8,0                         | Film 16 mm                              |
| Épisode 6 | 16 décembre 1967  | 23:58 | 7,5                         | Film 16 mm                              |
| Diffusé en six parties du 11 novembre au 16 décembre 1967, l'épisode fit entre 6.7 et 8 millions de spectateurs, une audience assez bonne pour la série. |                   |       |                             |                                         |

L'épisode fut suffisamment apprécié par le public pour entamer un retour des guerriers martiens dans la série un an plus tard dans « The Seeds of Death ».
La critique moderne a tendance à bien aimer cet épisode. Ainsi, Paul Cornell, Martin Day et Keith Topping écrivent une critique favorable dans le livre Doctor Who : The Discontinuity Guide (1995), "Un paysage de tundra minimaliste, un jeu correct de la part de Peter Barkworth et Peter Sallis et la voix sifflante des Ice Warrior, transforment une histoire de type "ne croyez pas aux machines" en quelque chose de spécial." Dans le livre Doctor Who : The Television Companion (1998), David J. Howe et Stephen James Walker saluent les qualités technique de cet épisode et le casting excellent. En 2009, Patrick Mulkern du site Radio Times vantera le jeu de Bernard Bresslaw dans le rôle de Varga qu'il trouve comme au-dessus de celui des acteurs réguliers. Son point de vue reste positif sur le dialogue scientifique, même s'il trouve que la morale à propos des machines est bien moins intéressante qu'autrefois et trouve que le climax de l'épisode est décevant.
Pour un grand nombre, cet épisode est un classique qui permet non seulement d'introduire les martiens dans la série, mais aussi de louer les valeurs non-interventionniste du Docteur, lorsqu'il laisse le choix aux humains de débrancher l'ordinateur ou non. Le costume des martiens est toujours apprécié en regard des moyens de l'époque. Robert Shearman dans le magazine Cloister Bell de mars 1985 explique que le personnage de Penley, scientifique en marge de la civilisation, apporte un contre-point intéressant face à Clent et Garrett dépendant des machines. Marc Platt dans le fanzine "Shada" no 14, de mars/avril 1983 vante cet épisode qui est l'apogée du trio Docteur, Jamie, Victoria, malgré une tendance hystérique de celle-ci.
Certains déplorent cependant certains trous dans le scénario de Hayles, qui donnent par exemple l'impression que les cavernes de glace sont lointaines ou proches de la base selon la volonté du scénario, même s'il s'agit pour les auteurs du "Television Companion" d'un souci mineur.

### Épisodes manquants
Dans les années 1960 et 70 à des fins d'économie, la BBC détruisit de nombreux épisodes de Doctor Who. Des captures d'écrans (les "télésnaps") purent permettre de reconstruire cet épisode, notamment sous forme de roman photo.
Cet épisode fut longtemps considéré comme totalement perdu. Néanmoins, des copies 16 mm de la première partie ainsi que des parties 4 à 6 furent découvertes dans une propriété de la BBC dans le quartier d'Ealing, en 1988, à l'issue d'une restauration.

## Novélisation
L'épisode fut novélisé sous le titre de "Doctor Who and the Ice Warriors" par Brian Hayles lui-même et publié en mars 1976 sous le numéro 33 de la collection Doctor Who des éditions Target Book. Dans cette adaptation, Hayles donne le nom d'ECCO à l'ordinateur de la base. Ce roman fut traduit en allemand.

## Édition VHS, CD et DVD
L'épisode n'a jamais été édité en français, mais a connu plusieurs éditions au Royaume-Uni, en Australie et aux États-Unis.
- L'épisode est sorti dans un coffret VHS en 1998. Il incorporait une mini-reconstruction de 17 minutes expliquant les évènements des parties 2 et 3. De plus, un CD comportant les bandes sons de l'épisode 2 et 3 était vendu avec la cassette.
- La bande son de l'épisode retrouvée par les fans a été éditée sur CD le 1er août 2005 avec la voix off de Frazer Hines  servant d'introduction et de lien entre les différents passages. La bande son fut rééditée une seconde fois le 2 février 2012 dans le coffret "Doctor Who, the Lost Episodes - Collection Four".
- L'épisode est sorti en DVD en Angleterre le 26 août 2013[9],[10].
- Une reconstruction des parties 2 et 3 a été effectuée par l'équipe de "Loose Cannon Productions" en novembre 2004[11]. L'épisode, diffusé gratuitement par VHS est constitué d'un diaporama à partir des bandes son, des télésnaps de l'épisode et des passages censurés en Australie. Elle y inclut également une introduction et une conclusion par Peter Barkworth (Clent)  une interview de Barkworth et un mini-documentaire sur le tournage de l'épisode.
- Les parties 2 et 3 ont été reconstruites sous forme animée par le studio Qurios Entertainment (en) et incluses dans le DVD de l'épisode sorti le 26 août 2013 en Angleterre[12],[13],[14].